# Plac Ała-Too
Plac Ała-Too (kirg. Ала-тоо аянты, Ała-too ajanty; ros. Площадь Ала-Тоо, Płoszczad´ Ała-Too) – centralny plac Biszkeku, stolicy Kirgistanu.
Plac powstał w 1984 roku w celu upamiętnienia 60. rocznicy powstania Kirgiskiej Socjalistycznej Republiki Radzieckiej (wcześniej jako Kirgiska ASRR i Kara-Kirgiski OA). Do 1991 roku nosił imię Lenina Na środku znajdował się pomnik Lenina, który w 2003 roku przeniesiono na Plac Stary. Jego miejsce zajęła statua zwana Erkindik („Wolność”). 24 marca 2005 roku na placu doszło do demonstracji, w których wzięło udział 30 tysięcy osób. Przyczyną wystąpień było niezadowolenie z powodu sfałszowanych wyborów. W wyniku starć z policją zginęły dwie osoby, a kilkaset zostało rannych. Tego samego dnia prezydent Askar Akajew uciekł z kraju. Wydarzenia te znane są pod nazwą tulipanowej rewolucji.
W 2008 roku na placu odbyły się uroczystości pogrzebowe kirgiskiego pisarza Czingiza Ajtmatowa. 30 sierpnia 2011 roku odsłonięto liczący 7,70 m pomnik upamiętniający Ajtmatowa. Data związana jest z 20. rocznicą odzyskania niepodległości Kirgistanu.
W 2010 roku na placu Ała-Too miała miejsce kolejna rewolucja, w wyniku której obalono prezydenta Kurmanbeka Bakijewa. W szturmie pałacu prezydenckiego, mieszczącego się przy placu, zginęło 86 osób, a kilkaset zostało rannych. W 2011 roku nowy rząd upamiętnił ofiary demonstracji z 2002 oraz 2010 roku stawiając biało-czarny pomnik symbolizujący zwycięstwo dobra nad złem i światła nad mrokiem. W pobliżu znajduje się maszt o wysokości 45 metrów z flagą Kirgistanu o wymiarach 10 na 15 metrów i wartą honorową. W tym samym roku zlikwidowano pomnik Erkindik, na którego miejscu stanął ustawiony na postumencie posąg Manasa, z kirgiskiego eposu narodowego o tej samej nazwie. Dzieło zostało odsłonięte 31 sierpnia 2011 roku, w 20. rocznicę odzyskania niepodległości Kirgistanu od Związku Radzieckiego.